# Stephen Colbert

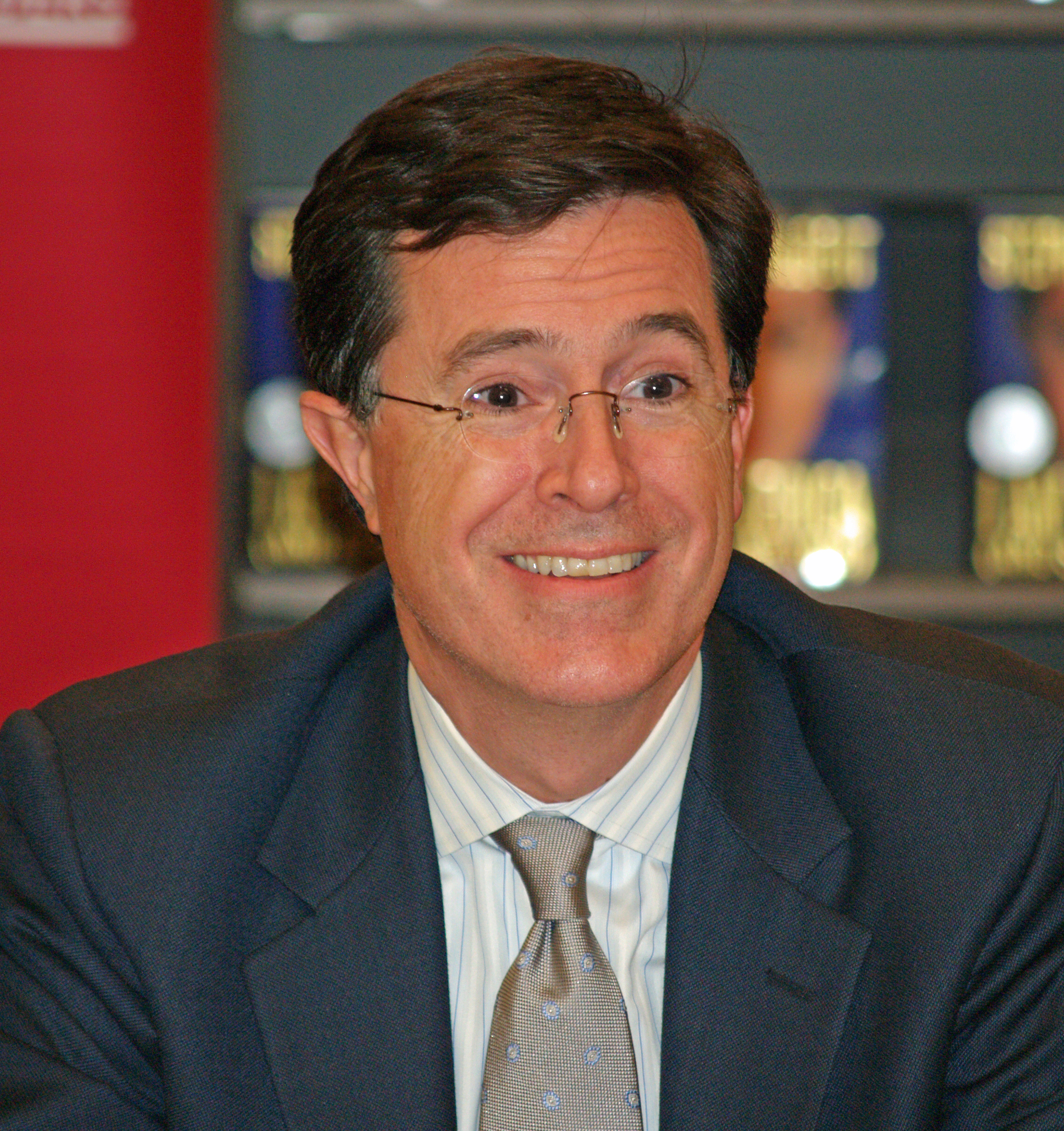
Stephen T. Colbert, 2007

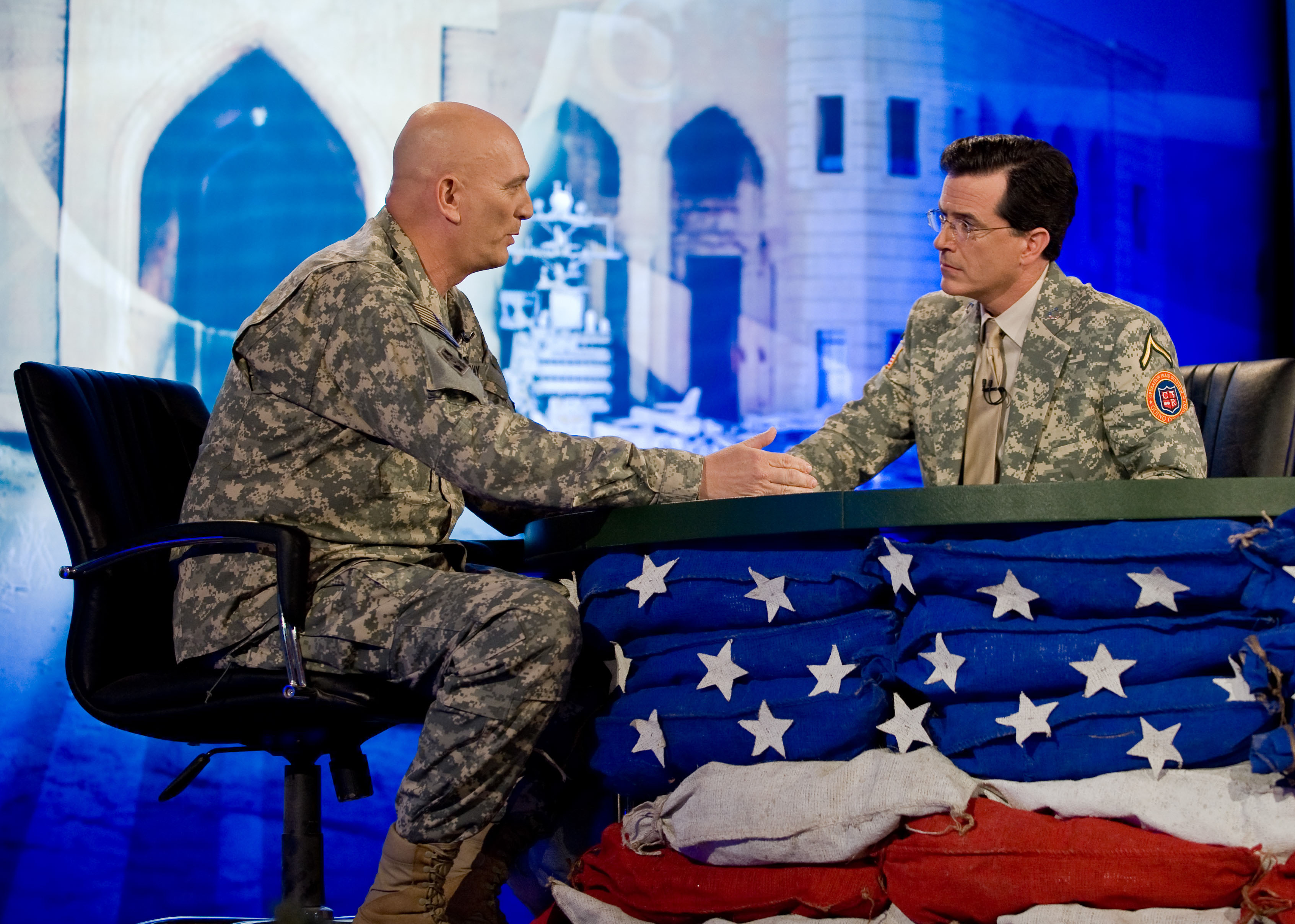
Stephen Colbert a generál Ray Odierno při speciálním vydání The Colbert Report

Stephen Tyrone Colbert ([koʊlˈbɛər]IPA nebo [ˈkoʊlbərt]IPA, * 13. května 1964, Washington, D.C.) je americký komik, moderátor, politický satirik a spisovatel. Je znám především jako tvář satirického pořadu The Colbert Report, kde parodoval konzervativní politické komentátory. Nyní nově provází late-night show The Late Show with Stephen Colbert na CBS.

## Kariéra
Původně studoval herectví na Northwestern University, kde potkal Dela Closea. Close, režisér divadelní skupiny Second City, ho přivedl k improvizovanému divadlu. První profesní zkušenosti získal v Second City jako náhradník Steva Carella. Poznal zde také Paula Dinella a Amy Sedaris, spolu vytvořili komediální seriál Exit 57 (1995–1996).
Podílel se jako herec i autor na The Dana Carvey Show, která se však dočkala jen jedné série. Na konci devadesátých let navázal na spolupráci s Dinellem a Sederis a vytvořili spolu Strangers with Candy, komediální seriál z prostředí střední školy v něm Colbert ztvárnil postavu homosexuálního učitele dějepisu Chucka Nobleta. Do širšího povědomí se zapsal jako reportér parodické zpravodajské relace The Daily Show Jona Stewarta na kabelové televizní stanici Comedy Central.
V roce 2005 opustil The Daily Show a stal se moderátorem vlastní show, The Colbert Report. Zde rozvinul svoji postavu reportéra a politického komentátora, známou z výstupů v The Daily Show. Svůj program pojal jako parodii na politické pořady spojené s osobou a názory jediného komentátora např. The O'Reilly Factor Billa O'Reillyho. Show posbírala tři nominace na cenu Emmy. V roce 2006 byl Colbert moderátorem každoročního setkání novinářů s prezidentem (White House Correspondents' Association Dinner), téhož roku byl zařazen časopisem Time do žebříčku 100 nejvlivnějších osob. Jeho kniha I Am America (And So Can You!), v doslovném překladu Já jsem Amerika (a ty můžeš být též!), vyšplhala na první místo v The New York Times Best Seller list. Pořad The Colbert Report se přestal vysílat s koncem roku 2014.
Od září 2015 provází pořadem The Late Show na televizní stanici CBS, kde vystřídal Davida Lettermana. V červenci 2025 stanice CBS nicméně oznámila, že talkshow skončí v květnu 2026.

## Osobní život
Až do svého příchodu do The Daily Show se nijak politicky neangažoval, v roce 2004 se popsal jako demokrat. Colbert je praktikující katolík a vyučující v nedělní škole. Je ženatý a se svoji ženou Evelyn McGee-Colbert má tři děti: Madeleine, Petera a Johna.

## Fanoušek J. R. R. Tolkiena
Sám sebe označuje za největšího fanouška spisovatele J.R.R Tolkiena a jeho knih. Podle Colbertových vlastních slov, ho režisér filmů z Tolkienova světa Peter Jackson označil za největšího znalce Pána Prstenů, jakého zná . 

Zahrál si malou roli v Jacksonově filmu Hobit . V několika svých vystoupeních soutěžil ve znalostech Tolkienova světa se známým hercem Jamesem Francem, nebo odpovídal na předem nepřipravené otázky z publika. Jeho oblíbenou postavou z knihy Pán Prstenů je Samvěd Křepelka.